# Santa Dorotea
Dorotea (Cappadocia, ... – Cesarea Mazaca, 311) è venerata come santa dalla Chiesa cattolica e dalla Chiesa ortodossa.

## Agiografia
La vita di Dorotea è narrata in un'antica passio del Martirologio Geronimiano che la descrive come "caritatevole, pura e sapiente". Di fede cristiana, quando il preside Sapricio le chiese di fare un sacrificio agli dèi, si rifiutò e venne torturata; poi il preside la affidò a Crista e Callista, due sorelle apostate, affinché la convincessero a lasciare la religione cristiana, ma furono loro invece a essere convertite, e quindi bruciate vive, mentre Dorotea fu condannata alla decapitazione.
Sulla strada del martirio, incontrò un tal Teofilo, il quale le chiese ironicamente: «Sposa di Cristo, mandami delle mele e delle rose dal giardino del tuo sposo». Dorotea accettò e, prima della decapitazione, durante una preghiera, un bambino le portò tre rose e tre mele e lei disse di portarle a Teofilo, il quale, visto il prodigio, si convertì al Cristianesimo e fu anch'egli denunciato a Sapricio, che lo fece torturare e decapitare. Per questo la Chiesa lo onora come santo assieme a Dorotea il 6 febbraio.

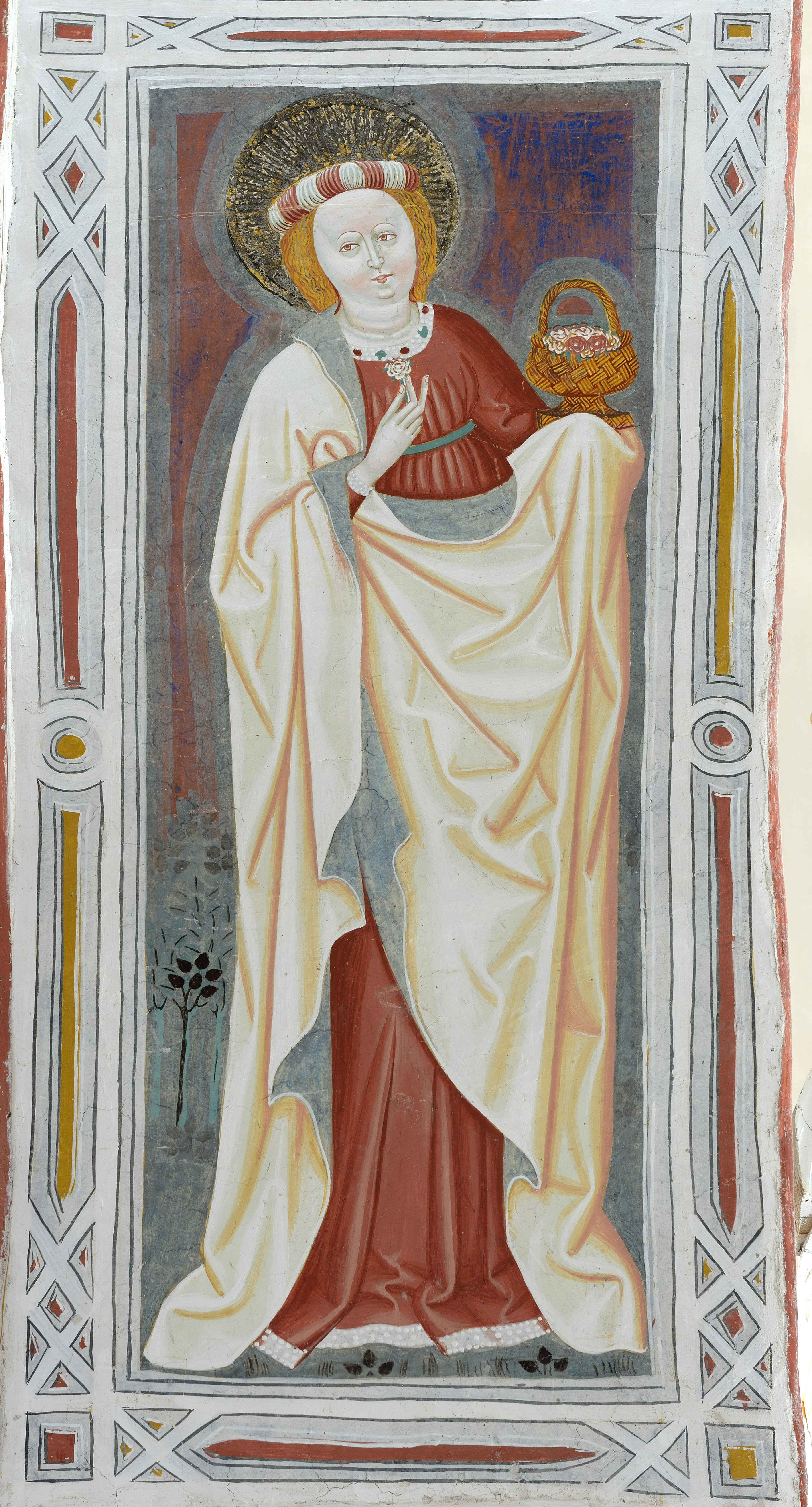
Affresco di S. Dorotea nella chiesa di San Giacomo ad Ortisei - Anonimo del 1400

## Il culto
La commemorazione liturgica ricorre il 6 febbraio. È patrona dei fioristi e della città di Pescia, è compatrona del comune salentino di Castro, e ha come attributo iconografico un cesto di frutta e fiori.
Esistono varie congregazioni religiose intitolate alla santa, le cui suore sono dette Dorotee, come ad esempio le Suore maestre di Santa Dorotea.
Le reliquie di santa Dorotea sono conservate a Roma, nella chiesa trasteverina di Santa Dorotea, e la reliquia del capo era esposta nella Domenica in Albis all'altare maggiore di S. Maria in Trastevere; mentre a Solofra, nella Collegiata di San Michele Arcangelo, si conserva il teschio e diverse ossa di una martire chiamata Dorotea, donato dalla famiglia Orsini, ed ivi portato dal papa Benedetto XIII, ma è certamente un corpo santo.

## Il convento di Santa Dorotea
Il convento dedicato a Santa Dorotea a Roma è stato al centro di due episodi:
- nel 1597, Giuseppe Calasanzio vi aprì una scuola parrocchiale che diede avvio all'ordine degli Scolopi.
- nel 1959, vi si costituì il gruppo democristiano dei Dorotei.